# Abdoulay Konko
Abdoulay Konko (Marseille, Franciaország, 1984. március 4. –) francia labdarúgó. Jelenleg az olasz labdarúgó-bajnokságban a Atalanta csapatának a hátvédje.